# Omphalagria
Omphalagria là một chi bướm đêm thuộc họ Noctuidae.

## Loài
- Omphalagria hemiochra Hampson, 1910
- Omphalagria togoensis Gaede, 1915